# Santo Antônio da Platina
Santo Antônio da Platina este un oraș în Paraná (PR), Brazilia.